# المحاصرون
المحاصرون (بالإنجليزية: Trapped)‏ هو فيلم جريمة تم إنتاجه في ألمانيا والولايات المتحدة وصدر في سنة 2002. من بطولة تشارليز ثيرون وكورتني لوف وكيفين بيكن وداكوتا فانينغ.

## الميزانية والإيرادات
بلغت تكلفة إنتاج الفيلم حوالي 30 مليون دولار بينما حقق إيرادات تقدر بـ 13414416 دولار.

## وصلات خارجية
- المحاصرون على موقع IMDb (الإنجليزية)
- المحاصرون على موقع ميتاكريتيك (الإنجليزية)
- المحاصرون على موقع روتن توميتوز (الإنجليزية)
- المحاصرون على موقع نتفليكس (الإنجليزية)
- المحاصرون على موقع قاعدة بيانات الأفلام العربية
- المحاصرون على موقع ألو سيني (الفرنسية)
- المحاصرون على موقع Turner Classic Movies (الإنجليزية)
- المحاصرون على موقع أول موفي (الإنجليزية)
- المحاصرون على موقع بوكس أوفيس موجو (الإنجليزية)
- المحاصرون على موقع فيلمافينيتي (الإسبانية)